# احقاق شخصی حق
احقاق شخصی حق (در زبان انگلیسی: Self-help و در زبان آلمانی: Selbsthilfe) که در منابع فقهی معروف به تقاص یا مقاصه است و در جوامع غربی نیز شناخته شده‌است، بیشتر مفهوم حقوقی دارد و بدین معناست که فرد، بدون مراجعه به مقامات رسمی و مراجع صالح، شخصاً حق خویش را اجرا نماید یا به تأمین آن اقدام نماید.
معمولاً نظام‌های حقوقی در پذیرش این حق یا اختیار برای شهروندان خویش درنگ دارند؛ اما این حق طبیعی بشر است و به ویژه هنگامی که مأموران صالح در دسترس نباشد، از نظر قوانین پذیرفته شده‌است.
بسیاری، احقاق شخصی حق را یادگار دوران بربریت بشر می‌دانند و آن را در وضع طبیعی جایز نمی‌شمارند، اما باید گفت که در جامعه مدنی، به ویژه در فضای اینترنت نیاز به این نهاد کمتر از وضع طبیعی بشر نیست.